# Das ewige Licht (Peter Rosegger)

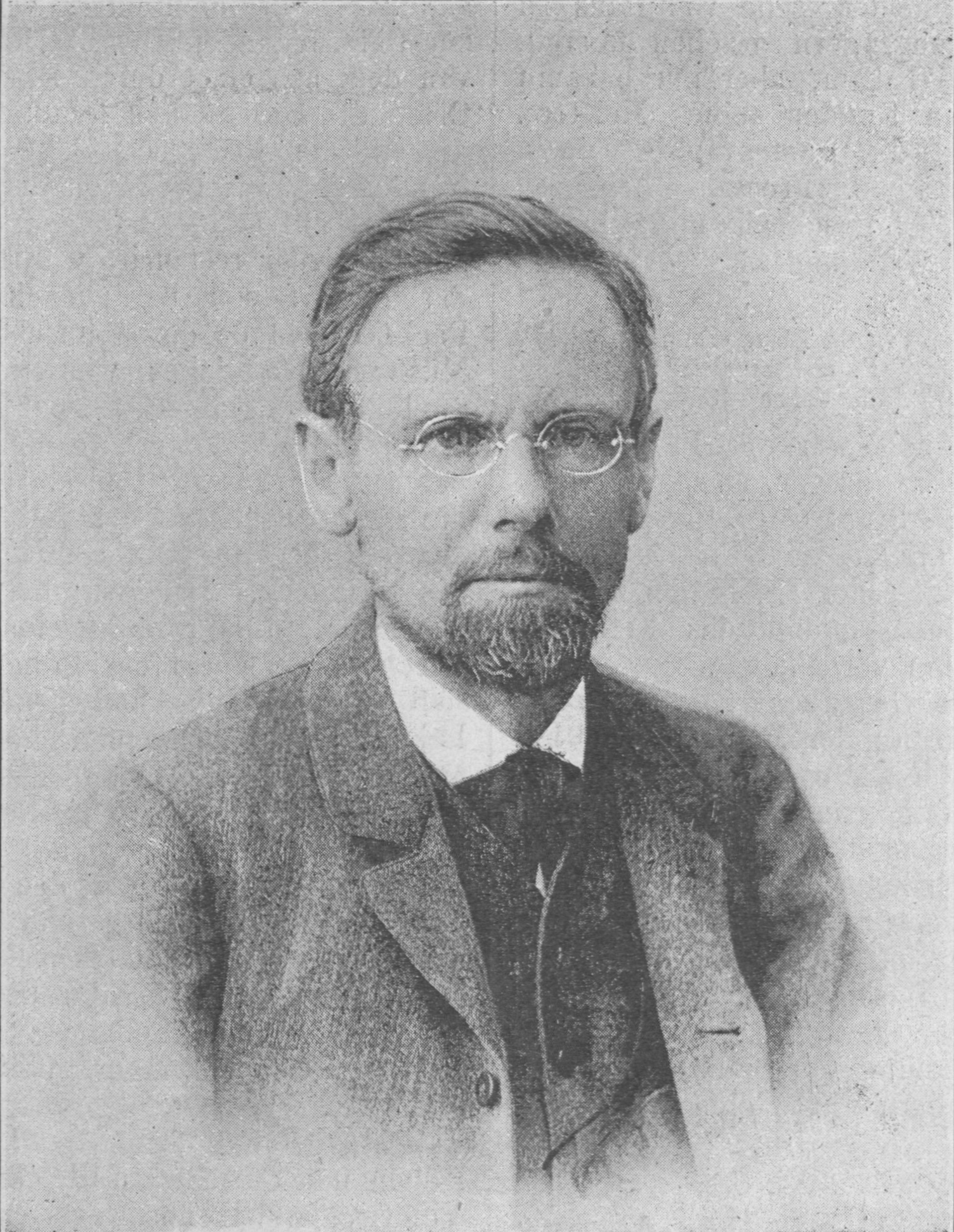
Peter Rosegger im Jahr 1893

Das ewige Licht ist ein Roman des österreichischen Schriftstellers Peter Rosegger, der 1897 im Verlag von L. Staackmann in Leipzig erschien. In diesem Priesterroman tritt Rosegger als Herausgeber der fingierten Tagebuch-Aufzeichnungen eines katholischen Pfarrers auf.

## Überblick
Der bejahrte Stadtpfarrkaplan Wolfgang Wieser hat wegen schriftstellerischer Publikationen den Unmut seines Bischofs auf sich gezogen. Weil der Kaplan das Schreiben nicht lassen kann, wird er zu Ostern 1875 vom Bischof als Pfarrer in die abgelegene Hochgebirgs-Gemeinde Sankt Maria im Torwald verbannt. Die Einträge im Pfarrbuch dieser Ansiedelung von siebzig Höfen reichen bis anno 1580 zurück. Dort am Fuße der Hohen Rauh wirkt Wieser bis zu seinem Tode im Herbst 1889. In den vierzehn Jahren muss er gleich zwei Wandel des Dorfes Sankt Maria miterleben. Erst  hält in das Bergdorf der Tourismus seinen Einzug. Dieser wird von der Industrialisierung verdrängt: In einer Ortschaft mit einer Eisenhütte möchte kein Städter Urlaub machen. Bergbauern mutieren zu Proletariern. Wagner nimmt den Text als Roseggers Auseinandersetzung mit der Sozialdemokratie.
Gleichviel, die Seelsorge bei den Naturmenschen im Hochgebirge ist keine gemütliche Sache. Und der Pfarrer hat sich das Schreiben verboten. Also liest er. Was steht geschrieben? In Leben und Taten der Gläubigen und Ungläubigen sei kein Unterschied.
Der Erzähler verrät nicht den Ort der Handlung. Der ratlose Leser möchte die Hohe Rauh der ergiebigen Eisenerzvorkommen wegen in die Nähe der steirischen Eisenerzer Alpen rücken. Das widerspricht nicht der Aussage im Roman, das Land Tirol sei weit entfernt. Der Tagebuchschreiber Wolfgang Wieser nennt Hohenmauth als seinen Geburtsort.

## Romantitel
Der Titel ist an etlichen Stellen im Text interpretierend aufgenommen.
- Christliche Tugenden: Wiesers Bischof sagt am Romananfang, das ewige Licht ist der Glaube. Rosegger schließt den Roman mit seiner Quintessenz: Auf dem Kirchhof zu Sankt Maria findet Wieser seine letzte Ruhe. Auf dem Sockel des steinernen Kreuzes an seinem Grab ist eingemeißelt: „Die Liebe ist das ewige Licht“.
- Der Hirtner Rolf, der Sohn des Dorfschmieds (siehe unten), habe einmal gelesen, Gott sei das ewige Licht. Pfarrer Wieser korrigiert: Gott habe den Menschen das Licht und somit das ewige Leben vom Himmel gebracht. Das sei weiter nichts, mischt sich ein Fremder ein. Bereits die Heiden hätten in der Vorzeit einen gehabt, der das Licht vom Himmel herabgeholt habe.
- Nachdem sieben eingeschlossene Wiener „Höhlenforscher“ nach neuntägigem Harren aus der Grabesnacht der Laudamushöhle gerettet wurden, schreibt der Pfarrer Wieser am 7. September 1880 in sein Tagebuch: „Es war ein heiliges Aufleuchten des ewigen Lichtes“.

Zudem heißt die höchste Erhebung der Hohen Rauh das Lichtl. Auf dieser verschneiten und vereisten Bergzacke schimmert gelegentlich in der frühen Morgendämmerung gestreutes Licht bis auf das Dorf herab.
Auch im Hinblick auf die Person des Rolf, der sozusagen als selbsternannter Laienpriester naturphilosophisch gesehen weit über dem Pfarrer steht, kann der Roman als Kapitel zur Lichtanbetung gelesen werden. Als der Pfarrer am Ende seines Lateins angelangt ist, rät er dem entlaufenen Seminaristen Luzian (siehe unten): „Gehe hinauf zum Rolf … Dort ist das Licht.“

## Inhalt
Als Wieser im Mai 1875 im Alpendorf Sankt Maria am Torwald die Stelle des an einer Geisteskrankheit leidenden und darauf im Narrenturm verstorbenen Pfarrers Johann Steinberger antritt, wartet das Tauwetter mit einer Bewährungsprobe auf. Die erste Predigt von der Kanzel des Dorfkirchleins herab an die Adresse der Bergbauern muss verschoben werden. Nach einem Bergsturz behindert Lawinenschutt den Abfluss der von der Hohen Rauh herabströmenden Wassermassen. Wieser hilft bei der Rettung eines Verschütteten und erlebt dabei die umsichtige Leitung der Rettungsarbeiten durch den fachkundigen Gemeindevorsteher, den Dorfschmied Simon Eschgartner. Obwohl sich der Schmied in den folgenden Jahren dem aufkommenden Tourismus in Sankt Maria widersetzt, dem Alpenverein die Unterstützung beim Wegebau versagt und zum Ärger manches Bauern die horrenden Verdienstmöglichkeiten ignoriert, wird er zum Gemeindevorsteher wiedergewählt. Der Vorsteher zeigt in mancher Hinsicht Zivilcourage. Nach einer Missernte kauft er gegen den Widerstand der Besitzenden die ganze Ernte des Dorfes auf und verteilt diese gleichmäßig-gerecht. Dafür schimpfen ihn die benachteiligten Bauern einen Sozialdemokraten. Der Schmied stirbt nach einem tätlichen Angriff der aufgebrachten besitzgierigen Bauern während einer Wirtshausrangelei. Sein Amtsnachfolger öffnet der vordringenden Industrialisierung Tür und Tor.
Der Schmied hinterlässt einen Sohn – Rudolf Eschgartner, Rolf gerufen. Zu Lebzeiten des Vaters hatte der Junge die Schmiede im von der Sonne nicht immer erreichten Dorf verlassen und sich hochoben im nahen durchsonnten Dreibrunnwald als Holzfäller verdingt. Wohlgefällig beobachtet der Tagebuchschreiber Wieser die Neigungen des naturliebenden Burschen. Eine davon – neben der Vorliebe zum Meditieren abseits der christlichen Dogmen: Rolf, nach Ansicht Wiesers von den überall herumwandernden Touristen verdorben, liegt sommers gern in freien Stunden unbeobachtet nackt in der Sonne. Als der „Sonnenjüngling“ den Wehrdienstverweigerer spielt, steigt der alte Wieser im Auftrage des Schmieds in den Bergwald und überredet den Jungen. Rolf rückt ein, wird aber vorzeitig entlassen, nachdem der Vater verstorben ist. Die Schmiede soll weitergeführt werden. Rolf bleibt aber bei den Holzfällern.
Am 5. September 1875 sucht Pfarrer Wieser die bettelarme, kinderreiche Bauernfamilie Stelzenbacher, die Steinfranzel-Leute genannt, im hintersten Winkel des Rauhgrabens auf. Wieser nimmt der erfreuten Familie die zehnjährige Ottilie ab. Das Schulkind soll einmal die Stelle der Pfarrerköchin Regina einnehmen. Anfang Juli des darauffolgenden Jahres nimmt der Pfarrer der entzückten Familie noch den elfjährigen Luzian ab, einen gelbhaarigen Buben, der den Besucher scharf mustert. Nach bestandenen Prüfungen im Stift meint der Prälat, aus solchem Holz ließe sich ein Kirchenfürst schnitzen. Luzian darf die Priester-Laufbahn einschlagen.
Der neue geldhungrige Gemeindevorsteher öffnet, wie gesagt, Investoren aus den Großstädten Österreichs Tür und Tor. Einer von denen, der jüdische Unternehmer Isidor Ritter von Yark aus Pest, kauft zunächst einen Bauernhof nach dem andern zur touristischen Vermarktung und erwirbt auch Waldungen um Sankt Maria. Schließlich merkt der falsche Ritter, wie ihn die Einheimischen hinter vergehaltener Hand nennen, mit der Verhüttung der Eisenerzvorkommen im Torwald lässt sich wesentlich mehr Geld scheffeln. Also rauchen bald die Schlote. Somit bleiben die Sommergäste aus. Der Pester Ritter hat zwei Söhne. Der ältere, ein passionierter Jäger, das ist der Lieblingssohn Hermann von Yark, hat die unternehmerische Begabung vom Vater geerbt, stürzt aber am Tage vor Weihnachten im tiefverschneiten Hohen Rauh auf der Pirsch aus den Wänden überm Schuttbach ab. Der Tagelöhner Holz-Hoisel findet den Toten auf einer Eisscholle im Bachbett. Nunmehr ruhen alle Hoffnungen des Ritters auf dem jüngeren Sohn Josef. Dieser interessiert sich kaum für die Geschäfte des Vaters, sondern schaut sich auf seinen Reisen lieber in der Fremde um. Nach dem Tode des Bruders muss Josef notgedrungen ins Sankt Mariaer Herrenhaus des Ritters zurückkehren. Am 24. Juli 1889 revoltieren die Hüttenwerker. Das Herrenhaus wird gestürmt, geplündert, angezündet und brennt ab. Luzian Stelzenbacher, inzwischen fünfundzwanzig Jahre alt, rettet die beiden auswärtigen Kapitalisten. Der alte Yark überlebt den Sturm der Ausgebeuteten zwar, stirbt aber einen Monat später vor Schreck. Luzian war vor Jahren schon aus dem Priesterseminar entwichen und in Wien vor Proletariern als Redner gegen das Kapital aufgetreten. Von den Sozialdemokraten als Agent ausgeschickt, wettert Luzian, der „davongelaufene Theologe“ in seinem Geburtsort vor der lauschenden Arbeiterklasse über den Kapitalisten, diesen Lumpen.
Im Frühjahr 1887 stirbt Wiesers Haushälterin Regina. Josef von Yark und Rolf Eschgartner nähern sich Luzians Schwester, der schönen Ottilie Stelzenbacher. Josef macht das Rennen. Aber Pfarrer Wieser kämpft um seine neue Köchin: Eine Ehe zwischen einer Katholikin und einem Juden ginge doch nicht. Der Pfarrer hat keine Chance. Josef konvertiert. Der Pfarrer gibt immer noch nicht auf. Er möchte die Frau lieber Rolf geben. Ottilie entscheidet sich anders.
Im Frühjahr 1889 wird dem Pfarrer die Gründung eines christlich-sozialen Vereins nahegelegt. Wieser kann den Oberen nichts abschlagen. Die Arbeiter horchen nicht schlecht, als ihnen der Geistliche Seelenruhe statt materielle Sicherheit anempfiehlt, denn Jesus sei auch Sozialdemokrat gewesen. Der Redner wird ausgelacht und steht kurz darauf beinahe allein im Saale da. Ein älterer Arbeiter, der mit ihm ins Gespräch kommen möchte, wird von den Genossen Klassenkämpfern zurückgepfiffen.
Jedenfalls verzweifelt der Tagebuchschreiber endlich: „… wie verlassen und einsam ich hier geworden bin mit meinem alten Christentum... Eine alte ehrwürdige Welt sehe ich hier untergehen vor meinen Augen. Ich kann nichts und nichts dagegen tun, und es war doch alles in meine Hände gelegt gewesen...“ Der Kreis schließt sich. Die Sinne des Pfarrers Wieser verwirren sich. Er geht in den Bergwald und stirbt an derselben Krankheit wie sein Amtsvorgänger.

## Nebengeschichten
Der Roman mit seinen vielen Nebengeschichten hat einen hohen Unterhaltungswert. Da wird zum Beispiel die tragikomische Geschichte des Dorflehrers Lehrer Michael Kornstock erzählt. Der komponiert Opern, die keiner erhören kann. Der Abstieg des Komponisten ist unaufhaltsam und läuft über solche Zwischenstationen wie Notenabschreiber in Wien. Als Bettler kehrt Kornstock im Jahr 1885 nach Sankt Maria zurück. Zu seiner späten Genugtuung findet der Obdachlose dort ein Michael-Kornstock-Denkmal vor, dessen Umfeld er mit Besen und Mülleimer peinlich sauberhält. Alldieweil pfeift er dem armen Augustini seine schier nicht enden wollenden Tondichtungen vor. Der Invalide Augustini kann nicht entrinnen. Bei einem Arbeitsunfall im Sankt Mariaer Bergbau wurde ihm die Beine abgerissen.
Am 12. August 1878 tritt Kornstocks Nachfolger Sandor Uilaky in Sankt Maria den Dienst an. Auch der Auftritt dieser Lehrkraft kann als kleine Tragikomödie gelesen werden. Beim Volksfest auf der Brückelwiese holt sich der Ungar den Preisbecher vom Kletterbaum und erwirbt sich ein Recht. Auf dem Tanzboden reißt der „Meisteraffe“ mit dem Ruf „Die Schönste gehört mein!“ dem verdutzten Rolf die angebetete Ottilie aus den Armen und wirbelt mit der Köchin des Pfarrers durch den Saal. Rolf ist nicht nachtragend. Im Gegenteil – er befreit den Nebenbuhler auf selbigem Fest aus der Umklammerung der Madame Karschinkoff, indem er diese zum Leidwesen ihres Besitzers ersticht. Die Madame war zu Lebzeiten eine Tanzbärin. Der linke Arm Uilakys bleibt gelähmt.
Lesenswert ist die Geschichte der sieben mittellosen, tagelang eingeschlossene Wiener „Höhlenforscher“. Bei ihrer ergebnislosen Schatzsuche aus Todesnot von den Einheimischen aufopferungsvoll im Spätsommer 1880 vor dem Ertrinken gerettet, zeigen sich die Großstadtbewohner als gedankenlos. Der Pfarrer registriert die völlige „Danklosigkeit dieser Menschen“. Keiner richtet ein Gebet gen Himmel. Allerdings ist einer der sieben Abenteurer – der kleine Commis – neun Jahre später wohlhabend geworden. Er schenkt dem Bauer Mathias Glockner, alias Hies im Grund, 3000 Gulden. Glockners Anwesen war 1880 nach dem Durchstechen des Bergwalls, der den Höhlenausgang versperrte, den Bach hinabgespült worden. Die vorausschauenden Glockers hat sich vor dem Durchstich allesamt ins Tal retten können und waren als Obdachlose vom Pfarrer aufgenommen worden.
Der Erzähler Rosegger bietet in seinem prosaischen Aberrationen nicht nur – wie oben angedeutet – besinnliche Komik und Geschichten mit unerwartetem Ausgang, sondern hält im Roman den Leser auch mit einem Kriminalfall in Atem: Pfarrer Wieser präsentiert Auszüge aus den nachgelassenen Papieren seines Amtsvorgängers Johann Steinberger. Den Verstand verlor letzterer nach einem Dilemma: Mathias Spatzel, der Holz-Hoisel genannt, hat ihm einen Raubmord gebeichtet, für den der unschuldige Tobias Steger hingerichtet werden soll. Steinberger setzt alle erdenklichen Hebel in Bewegung, doch Steger wird Opfer eines Justizmordes. Der Mörder läuft frei herum. Nun geht der Kriminalroman im Roman aber weiter: Wieser beobachtet den Holz-Hoisel über Jahre hinweg. Der 1847 als Sohn einer böhmischen Teichgräberin geborene Holz-Hoisel war Pferdeknecht im Stift und Holzknecht im Haselbachwald. Geschickt im Brückenbau über Schluchten, hatte der Holzer stets Arbeit gefunden. Gegen Romanende beichtet der Mehrfachmörder dem Geistlichen alle seine Untaten.
Überhaupt zieht Rosegger ein narratives Register nach dem andern – schildert einprägsam Alpennatur über die Jahreszeiten; bezieht Brauchtum ein. Ein Haberfeldtreiben darf in letzterem Zusammenhang nicht fehlen.

## Rezeption
- Pail[3] beobachtet, Rosegger könne bei der Schilderung seiner Figuren Sandor Uilaky und Isidor Ritter von Yark „Antisemitismus bzw. Rassismus … nicht gänzlich verbergen“. Die Aussage zu dem Juden Yark belegt Pail mit Buntes Monographie aus dem Jahr 1977.
- Nach Bubeníček variiere Rosegger im Roman – wie in den Schriften des Waldschulmeisters und im Gottsucher – die Beziehung einer Figur aus der Intelligenz zur Bevölkerung.[4] Zudem geht Bubeníček der Frage nach: Warum verliert Wieser den Verstand? und findet Antwort in einem Gewissenskonflikt: Einerseits will Wieser seinem Bischof gehorchen und andererseits muss er aus „Verantwortung für die ihm Anvertrauten“[5] schreiben und somit der Kirche zuwiderhandeln wie sein Vorgänger.

### Ausgaben
- Das ewige Licht. Erzählung aus den Schriften eines Waldpfarrers. L. Staackmann, Leipzig 1898 (archive.org).
- The light eternal. Thomas Fisher Unwin, London 1908 (englisch, archive.org).
- Das ewige Licht. Erzählung aus den Schriften eines Waldpfarrers. L. Staackmann. Leipzig 1915
- Das ewige Licht. Aus dem Tagebuch eines unbequemen Pfarrers. L. Staackmann, München 1988, ISBN 3-88675-019-1.
- Das ewige Licht. Salzwasser Verlag, Paderborn 2013, ISBN 978-3-8460-3494-1.
- Hans Ludwig Rosegger (Hrsg.): Das ewige Licht. Nachdruck der Gedenkausgabe 1929. TP Verone Publishing House, Nikosia 2017.

### Sekundärliteratur
- Wolfgang Bunte: Peter Rosegger und das Judentum. Altes und Neues Testament, Antisemitismus, Judentum und Zionismus. Olms, Hildesheim, New York 1977, ISBN 3-487-06444-8, S. 272 ff.
- Gerhard Pail: Peter Rosegger – Ein trivialer Ideologe? In: Uwe Baur, Gerald Schöpfer, Gerhard Pail (Hrsg.): „Fremd gemacht?“ Der Volksschriftsteller Peter Rosegger. Böhlau, Wien 1988, ISBN 3-205-05091-6, S. 72–73.
- Hanna Bubeníček: landvermessen. Peter Roseggers Charaktere zwischen Utopie und Scheitern am Rande der Provinz. Ein Versuch zur Topograhie. In: Uwe Baur, Gerald Schöpfer, Gerhard Pail (Hrsg.): „Fremd gemacht?“ Der Volksschriftsteller Peter Rosegger. Böhlau, Wien 1988, ISBN 3-205-05091-6, S. 147–154.
- Karl Wagner: Die literarische Öffentlichkeit der Provinzliteratur. Der Volksschriftsteller Peter Rosegger (= Studien und Texte zur Sozialgeschichte der Literatur, 36). Niemeyer, Tübingen 1991, ISBN 3-484-35036-9.
- Hans-Anton Ederer: War Peter Rosegger ein religiöser Schriftsteller? Oder: Literarische Wertminderung durch religiöse Sentimentalität. In: Wendelin Schmidt-Dengler, Karl Wagner (Hrsg.): Peter Rosegger im Kontext. Böhlau, Wien 1999, ISBN 3-205-98841-8, S. 174–183.